# Corrente Revolucionária de Minas Gerais
A Corrente Revolucionária de Minas Gerais (mais conhecida como simplesmente Corrente) foi um grupo político de esquerda que surgiu a partir de uma das cisões no Partido Comunista Brasileiro (PCB), durante o período da ditadura militar brasileira, na década de 1960. Entre seus líderes estavam Ricardo Apgaua, José Júlio de Araújo, Mário Roberto Galhardo Zaconato (Xuxu), Sérgio Bittencourt, Hélcio Pereira Fortes e Gilney Viana..
A cisão surgiu em 1967 no comitê municipal do PCB na cidade de Belo Horizonte. Seu início deu-se quando ocorriam os preparativos para o VI Congresso do PCB. Aquele comitê optou por alinhar-se sob as concepções de  Marighella e Mário Alves, simpatizando mais intensamente em torno das concepções deste último. No restante do Estado de Minas os comitês aderiram plenamente as resoluções da direção nacional. No mesmo ano a Corrente lançou o documento Orientação Básica para Atuação: 20 Pontos, redigido por Mário Alves. Os métodos de atuação daquela nova organização eram idênticos aos de outros grupos armados recém-criados em outros estados. 
Seu maior contingente era de funcionários públicos, entre os quais procurava manter um trabalho de massa, além de buscar a adesão de operários da capital. Duas publicações foram então preparadas pelo grupo: o jornal Faísca, que era distribuído entre funcionários públicos; e o 1º de Maio, que era dirigido aos operários industriais. 
As operações da Corrente só duraram de 1968 a 1969, quando a organização sofreria golpes muito graves da repressão do regime militar. Ainda assim, durante 1968, haveria uma ligação entre a Corrente, o PCBR (Partido Comunista Brasileiro Revolucionário) no Rio de Janeiro e a organização de Marighella em São Paulo, numa tentativa de obter apoio e analisar suas linhas políticas para, quem sabe, uma futura junção de forças. Alguns militantes, que apesar de terem mergulhado na clandestinidade, conseguiram escapar com vida, ingressaram mais tarde na ALN, tanto no Rio de Janeiro como em São Paulo.